# Кампанелья, Хуан Хосе
Хуа́н Хосе́ Кампане́лья (исп. Juan José Campanella; род. 19 июля 1959 года в Буэнос-Айресе, Аргентина) — аргентинский режиссёр кино и телевидения, продюсер, сценарист. Его фильм 2009 года «Тайна в его глазах» был удостоен премия «Оскар» за лучший фильм на иностранном языке и входит в список 250 лучших фильмов по версии IMDb.

## Биография
Родился в Буэнос-Айресе, Аргентина. После окончания школы поступил в университет, где 4 года учился на одну из технических специальностей. По собственным воспоминаниям режиссёра, в день подачи заявки на пятый, последний год обучения он посмотрел фильм Боба Фосса «Весь этот джаз», под впечатлением от которого навсегда отказался от карьеры инженера.
Первым опытом режиссуры стал короткометражный фильм 1979 года «Национальный приоритет» (исп. Prioridad nacional). В следующем году он уехал в США и поступил в школу искусств при Нью-Йоркском университете. После окончания обучения неоднократно приглашался для съёмок фильмов в Америке: «К чертям собачьим» (англ. The Boy Who Cried Bitch, 1991 год), «Криминальный роман», 1997 год). Также много работал для телевидения, где принимал участие в создании сериалов: «Доктор Хаус» (5 серий в 2007—2010 годах), «Закон и порядок: Специальный корпус» (17 эпизодов, 2000—2010 годы), «Закон и порядок: Преступное намерение» (2 эпизода в 2002 году), «Студия 30» (1 эпизод в 2006 году) и других.
В 2006 году специальным указом короля Хуана Карлоса I за заслуги режиссёру было даровано испанское гражданство (в порядке натурализации).
Его фильм 2009 года «Тайна в его глазах» получила премию «Оскар» как лучший фильм на иностранном языке и занимает 144 место в списке 250 наиболее популярных фильмов по версии IMDb.

## Избранная фильмография
| Год  |    | Русское название                    | Оригинальное название                           | Роль                          |
| ---- | -- | ----------------------------------- | ----------------------------------------------- | ----------------------------- |
| 1997 | ф  | Криминальный роман                  | Love Walked In (Аргентина, США)                 | режиссёр, сценарист           |
| 1999 | ф  | Та же любовь, тот же дождь          | El mismo amor, la misma lluvia (Аргентина, США) | режиссёр, сценарист           |
| 2000 | тф | Закон и порядок: Специальный корпус | Law & Order: Special Victims Unit (США)         | режиссёр 17 эпизодов          |
| 2001 | ф  | Сын невесты                         | El hijo de la novia (Аргентина)                 | режиссёр, сценарист           |
| 2004 | ф  | Луна Авельянеды                     | Luna de Avellaneda (Аргентина)                  | режиссёр, сценарист           |
| 2009 | ф  | Тайна в его глазах                  | El secreto de sus ojos (Аргентина, Испания)     | режиссёр, сценарист, продюсер |
| 2010 | тф | Выбор (Доктор Хаус)                 | The Choice. House, M.D. (США)                   | режиссёр                      |
| 2011 | ф  | Мануэль Бельграно                   | Manuel Belgrano (Аргентина)                     | режиссёр                      |
| 2011 | тф | Мужчина твоей жизни                 | El hombre de tu vida (Аргентина)                | режиссёр 3 эпизодов           |
| 2013 | тф | Суперкоманда                        | Metegol                                         | режиссёр                      |
| 2019 | ф  | Короли интриги                      | El cuento de las comadrejas                     | режиссёр                      |

## Награды и номинации
Хуан Хосе Кампанелья более 60 раз номинировался на различные кинематографические премии, из которых 44 раза одерживал победу. Наиболее престижные из них:
- «Оскар»: 2010 год — лучший фильм на иностранном языке «Тайна в его глазах»; 2002 год — номинация на лучший фильм на иностранном языке «Сын невесты».
- «Серебряный кондор» (приз Ассоциации кинокритиков Аргентины): 2010 год — лучшая режиссура, лучший сценарий и монтаж за фильм «Тайна в его глазах»; 2002 год — лучшая режиссура, лучший сценарий за фильм «Сын невесты»; 2000 год — лучшая режиссура, лучший сценарий за фильм «Та же любовь, тот же дождь».
- «Гойя»: 2010 год — лучший фильм на испанском языке «Тайна в его глазах».